# Craig Venter
John Craig Venter (Salt Lake City, Utah, Estados Unidos; 14 de octubre de 1946) es un biólogo y empresario estadounidense. Fue el presidente fundador de Celera Genomics, haciéndose famoso al arrancar su propio Proyecto Genoma Humano en 1999, al margen del consorcio público, con propósitos comerciales y utilizando la técnica "shotgun sequencing".

## Biografía
Comenzó su carrera académica y universitaria en el colegio comunitario de San Mateo, California, tras alistarse en la Marina de los Estados Unidos en la Guerra de Vietnam y prestar servicios en un hospital. Al volver inició la carrera de medicina, pero cambió de especialidad y obtuvo la licenciatura en Bioquímica en 1972 y el doctorado en Farmacología en 1975, ambos por la Universidad de California, en San Diego. Después de trabajar en la Universidad de Buffalo de Nueva York, ingresó en el National Institutes of Health en 1984.
Mientras estaba en el NIH, Venter aprendió la técnica para identificar rápidamente gran parte de los ARN mensajeros presentes en una célula, y comenzó a utilizarlo para identificar velozmente genes del cerebro humano. Las secuencias que usaba son las conocidas como EST. En un controvertido proceso legal, Venter intentó patentarlas, pero perdió el caso.
Fue el presidente fundador de Celera Genomics, haciéndose famoso al arrancar su propio Proyecto Genoma Humano en 1999, al margen del consorcio público, con propósitos comerciales y utilizando la técnica shotgun sequencing. Celera usó el ADN de cinco individuos diferentes para generar la secuencia del genoma humano; hay sospechas de que uno de los cinco individuos teóricamente anónimos del proyecto fue el mismo Venter.[cita requerida] A principios del 2002, Celera despidió de repente a Venter, después de quedar patente que vender los datos del genoma no sería rentable, mientras él hacía esfuerzos para oponerse a un cambio estratégico de dirección de la compañía.
Uno de sus logros fue descifrar por primera vez la secuencia completa de un organismo vivo: la bacteria Haemophilus influenzae.
Fundó The Institute for Genomic Research (TIGR) en 1992. Actualmente es el presidente del J. Craig Venter Institute, creado y fundado por el TIGR. En junio del 2005, cofundó Synthetic Genomics, una firma dedicada al uso de microorganismos modificados genéticamente para la producción de etanol e hidrógeno como combustibles alternativos.
Venter ha sido sujeto de varios artículos en Wired, The Economist y en la revista australiana de ciencia Cosmos en 2005.
En 2004 inició una navegación alrededor del mundo con su yate de lujo Sorcerer II que considera una actualización de los grandes viajes científicos de los siglos XVIII y XIX a bordo del HMS Beagle y del HMS Challenger. En el viaje capturó el ADN de los virus y bacterias en papel de filtro y lo envió para ser secuenciado y analizado en sus prefecturas de Rockville, Maryland. La esperanza es descubrir decenas, o incluso centenares de millones de genes nuevos, una inmensa cantidad de información sobre la biodiversidad de la Tierra. Asegura que de este modo será posible extrapolar estadísticamente la vida de la Tierra, poniendo todo lo que olvidó Darwin en contexto.
Los microorganismos también pueden tener la clave para generar una casi infinita cantidad de energía, desarrollar poderosos fármacos y limpiar la contaminación producida por los humanos. El viaje también puede ser provechoso para responder preguntas sobre la microevolución y la supervivencia de las especies. El gobierno estadounidense está subvencionando la travesía a través del Departamento de Energía.
En octubre de 2007, Craig Venter consiguió crear un cromosoma artificial a partir de elementos químicos, como paso previo para la creación de la primera forma de vida artificial de la Tierra.[cita requerida]
En mayo de 2009 recibe el XLI Premio Lección Conmemorativa Jiménez Díaz en Madrid y pronuncia la Lección Sequencing the Human Genome and the future of genomics. En julio de 2009 firmó un acuerdo con la empresa petrolera Exxon Mobil para conseguir producir hidrocarburos a partir de algas fotosintéticas. La idea es conseguir que el CO2 de la atmósfera se convierta en combustible. Venter pone los conocimientos, Exxon el dinero: seiscientos millones de dólares.
En 2015 recibió la prestigiosa Medalla Leeuwenhoek, por sus contribuciones en el campo de la microbiología.
el 20 de mayo de 2010 la revista Science publica una noticia histórica: Venter, y su equipo lograron crear una célula bacteriana con el genoma sintético o artificial. Para ello crearon un genoma totalmente artificial en un laboratorio. En concreto, los investigadores fabricaron en una máquina de su laboratorio todo el genoma de la bacteria Mycoplasma mycoides basándose en una copia del de la bacteria original. Después de fabricar el genoma artificial, vaciaron una célula de otra especie de bacteria del mismo género, Mycoplasma capricolum, y lo introdujeron en esta célula recipiente. A partir de ese momento la bacteria huésped, sólo expresaba las proteínas de la bacteria sintetizada y sus características eran las que confería el genoma sintético fabricado en el laboratorio, por lo que se convertía en una especie diferente. Algunos investigadores, si bien destacan el logro científico, no coinciden que se pueda hablar de una forma de vida artificial, ya que la bacteria en que se insertó el ADN sintético era completamente natural.

## Mycoplasma laboratorium
Venter ha patentado la primera forma de vida creada por el ser humano, a la que posiblemente se le llamó Mycoplasma laboratorium. Se espera que esta línea de investigación lleve al desarrollo de bacterias manipuladas para generar reacciones específicas que permitan, entre otras cosas, producir combustibles o fármacos, o ayudar a combatir el cambio climático.

## Control del organismo sintético
Los genes suicidas controlarían la propagación indeseada de bacterias hacia el medio ambiente con tal de evitar consecuencias inesperadas debida a su proliferación.

## Introducción de ADN sintético
Se inserta el ADN en una bacteria (micoplasma micoide), la membrana celular se ablanda y el nuevo ADN sintético se inserta en la bacteria, en 3 días se observan resultados. El organismo nuevo se reconoce porque es de color azul. Las colonias, se observan fácilmente a simple vista. De esta forma se obtienen las células sintéticas.
Se invirtieron alrededor de 50 o 54 millones de dólares en el desarrollo de esta tecnología.